# 2007-es magyar úszóbajnokság
A 2007-es magyar úszóbajnokságot – amely a 109. magyar bajnokság volt – júliusban rendezték meg Budapesten.

## Eredmények

### Férfiak
| Versenyszám            | Arany                                                             | Arany    | Ezüst                                                                  | Ezüst    | Bronz                                                              | Bronz    |
| ---------------------- | ----------------------------------------------------------------- | -------- | ---------------------------------------------------------------------- | -------- | ------------------------------------------------------------------ | -------- |
| 50 m gyorsúszás        | Takács Krisztián Dunaferr-DVSI                                    | 22,81    | Cseh László Kőbánya SC                                                 | 23,75    | Csáki János A Jövő SC                                              | 23,96    |
| 100 m gyorsúszás       | Takács Krisztián Dunaferr-DVSI                                    | 50,38    | Makány Balázs Kőbánya SC                                               | 51,90    | Csáki János A Jövő SC                                              | 52,22    |
| 200 m gyorsúszás       | Cseh László Kőbánya SC                                            | 1:52,12  | Rudolf Roland Kőbánya SC                                               | 1:52,18  | Verrasztó Dávid A Jövő SC                                          | 1:52,26  |
| 400 m gyorsúszás       | Kis Gergő Rája '94                                                | 3:51,31  | Gercsák Balázs A Jövő SC                                               | 3:52,21  | Verrasztó Dávid A Jövő SC                                          | 3:53,97  |
| 1500 m gyorsúszás      | Kis Gergő Rája '94                                                | 15:08,20 | Gercsák Balázs A Jövő SC                                               | 15:42,15 | Gercsák Csaba A Jövő SC                                            | 15:59,40 |
| 50 m hátúszás          | Cseh László Kőbánya SC                                            | 25,71    | Balog Gábor ANK Úszóklub Pécs                                          | 27:32    | Rudolf Roland Kőbánya SC                                           | 27,74    |
| 100 m hátúszás         | Cseh László Kőbánya SC                                            | 55,82    | Rudolf Roland Kőbánya SC                                               | 56,66    | Balog Gábor ANK Úszóklub Pécs                                      | 57,75    |
| 200 m hátúszás         | Cseh László Kőbánya SC                                            | 1:59,19  | Rudolf Roland Kőbánya SC                                               | 1:59,73  | Nagy Péter Rája '94                                                | 2:03,74  |
| 50 m mellúszás         | Financsek Gábor USK-TÁSI                                          | 28:58    | Bodor Richárd USK-TÁSI                                                 | 28,69    | Flaskay Mihály Delfin SE                                           | 29,09    |
| 100 m mellúszás        | Bodor Richárd USK-TÁSI                                            | 1:02,21  | Financsek Gábor USK-TÁSI                                               | 1:02,61  | Molnár Ákos A Jövő SC                                              | 1:03,37  |
| 200 m mellúszás        | Bodor Richárd USK-TÁSI                                            | 2:16,47  | Molnár Ákos A Jövő SC                                                  | 2:16,91  | Tejes Péter ANK Úszóklub Pécs                                      | 2:26,03  |
| 50 m pillangóúszás     | Cseh László Kőbánya SC                                            | 24,47    | Takács Krisztián Dunaferr-DVSI                                         | 24,98    | Madarassy Ádám FTC                                                 | 25,47    |
| 100 m pillangóúszás    | Cseh László Kőbánya SC                                            | 53,16    | Kerékjártó Tamás Delfin SE                                             | 54,93    | Zubcsek Dénes BVSC                                                 | 55,15    |
| 200 m pillangóúszás    | Cseh László Kőbánya SC                                            | 1:57,13  | Kerékjártó Tamás Delfin SE                                             | 1:59,63  | Zubcsek Dénes BVSC                                                 | 2:00,39  |
| 200 m vegyes úszás     | Cseh László Kőbánya SC                                            | 2:00,38  | Kerékjártó Tamás Delfin SE                                             | 2:01,71  | Verrasztó Dávid A Jövő SC                                          | 2:02,43  |
| 400 m vegyes úszás     | Cseh László Kőbánya SC                                            | 4:12,35  | Kis Gergő Rája '94                                                     | 4:17,22  | Nagy Péter Rája '94                                                | 4:25,50  |
| 4 × 100 m gyorsváltó   | Kőbánya SC Makány Balázs Rudolf Roland Kovács Norbert Cseh László | 3:27,94  | Delfin SE Povázsai Zoltán Kiss Boldizsár Bordás Péter Kerékjártó Tamás | 3:28,87  | Bp. Honvéd Fekete István Muray Wesley Perlaky László Ruszka Attila | 3:33,36  |
| 4 × 200 m gyorsváltó   | Kőbánya SC Cseh László Makány Balázs Kovács Norbert Rudolf Roland | 7:31,52  | Delfin SE Kerékjártó Tamás Kiss Boldizsár Bordás Péter Povázsai Zoltán | 7:38,39  | A Jövő SC Gercsák Balázs Pék Csaba Molnár Ákos Verrasztó Dávid     | 7:41,51  |
| 4 × 100 m vegyes váltó | Kőbánya SC Cseh László Kozma Dominik Kovács Norbert Rudolf Roland | 3:48,09  | Delfin SE Bordás Péter Flaskay Mihály Kerékjártó Tamás Povázsai Zoltán | 3:51,07  | A Jövő SC Verrasztó Dávid Molnár Ákos Betye Balázs Csáki János     | 3:51,45  |

### Nők
| Versenyszám            | Arany                                                                    | Arany   | Ezüst                                                                   | Ezüst   | Bronz                                                                  | Bronz   |
| ---------------------- | ------------------------------------------------------------------------ | ------- | ----------------------------------------------------------------------- | ------- | ---------------------------------------------------------------------- | ------- |
| 50 m gyorsúszás        | Verrasztó Evelyn A Jövő SC                                               | 25,91   | Dara Eszter Kőbánya SC                                                  | 26,74   | Tompa Orsolya A Jövő SC                                                | 26,82   |
| 100 m gyorsúszás       | Verrasztó Evelyn A Jövő SC                                               | 55,28   | Mutina Ágnes A Jövő SC                                                  | 56,81   | Dara Eszter Kőbánya SC                                                 | 58,53   |
| 200 m gyorsúszás       | Mutina Ágnes A Jövő SC                                                   | 1:59,46 | Verrasztó Evelyn A Jövő SC                                              | 2:02,73 | Lipcsei Krisztina A Jövő SC                                            | 2:03,58 |
| 400 m gyorsúszás       | Verrasztó Evelyn A Jövő SC                                               | 4:14,61 | Nagy Réka Rája '94                                                      | 4:16,67 | Lipcsei Krisztina A Jövő SC                                            | 4:18,01 |
| 800 m gyorsúszás       | Verrasztó Evelyn A Jövő SC                                               | 8:41,5  | Nagy Réka Rája '94                                                      | 8:47,34 | Fodor Kata Hullám '91 UE                                               | 8:58,58 |
| 50 m hátúszás          | Szepesi Nikolett Kőbánya SC                                              | 29,21   | Verrasztó Evelyn A Jövő SC                                              | 29,87   | Povázsai Eszter Bp. Honvéd                                             | 30,63   |
| 100 m hátúszás         | Szepesi Nikolett Kőbánya SC                                              | 1:01,81 | Verrasztó Evelyn A Jövő SC                                              | 1:03,25 | Povázsai Eszter Bp. Honvéd                                             | 1:04,76 |
| 200 m hátúszás         | Szepesi Nikolett Kőbánya SC                                              | 2:14,25 | Nagy Réka Rája '94                                                      | 2:18,12 | Szekeres Dorina Zalaegerszegi UK                                       | 2:19,00 |
| 50 m mellúszás         | Kovács Ágnes Kőbánya SC                                                  | 32,33   | Pecz Réka A Jövő SC                                                     | 33,55   | Bor Katalin A Jövő SC                                                  | 33,67   |
| 100 m mellúszás        | Kovács Ágnes Kőbánya SC                                                  | 1:09,74 | Bor Katalin A Jövő SC                                                   | 1:11,76 | Reményi Diána Kőbánya SC                                               | 1:11,80 |
| 200 m mellúszás        | Bor Katalin A Jövő SC                                                    | 2:31,36 | Kovács Réka Kőbánya SC                                                  | 2:35,87 | Balogh Veronika Zalaegerszegi UK                                       | 2:42,22 |
| 50 m pillangóúszás     | Bordás Beatrix Dunaferr-DVSI                                             | 28,0    | Dara Eszter Kőbánya SC                                                  | 28,1    | Boulsevicz Bea A Jövő SC                                               | 28,2    |
| 100 m pillangóúszás    | Kovács Emese A Jövő SC                                                   | 1:00,66 | Boulsevicz Bea A Jövő SC                                                | 1:00,87 | Dara Eszter Kőbánya SC                                                 | 1:01,70 |
| 200 m pillangóúszás    | Boulsevicz Bea A Jövő SC                                                 | 2:10,92 | Lipcsei Krisztina A Jövő SC                                             | 2:12,12 | Galamb Szimonetta Kőbánya SC                                           | 2:16,51 |
| 200 m vegyes úszás     | Szepesi Nikolett Kőbánya SC                                              | 2:16,72 | Hosszú Katinka Bajai Spartacus                                          | 2:17,18 | Jakabos Zsuzsanna ANK Úszóklub Pécs                                    | 2:19,33 |
| 400 m vegyes úszás     | Jakabos Zsuzsanna ANK Úszóklub Pécs                                      | 4:44,07 | Hosszú Katinka Bajai Spartacus                                          | 4:44,12 | Nagy Réka Rája '94                                                     | 4:54,64 |
| 4 × 100 m gyorsváltó   | A Jövő SC Verrasztó Evelyn Tompa Orsolya Boulsevicz Bea Mutina Ágnes     | 3:50,59 | Kőbánya SC Szepesi Nikolett Kovács Ágnes Temesvári Veronika Dara Eszter | 3:54,97 | Szegedi UE Szél Friderika Dabi Katalin Olasz Anna Lábdy Alexandra      | 4:00,99 |
| 4 × 200 m gyorsváltó   | A Jövő SC Lipcsei Krisztina Boulsevicz Bea Mutina Ágnes Verrasztó Evelyn | 8:15,35 | Kőbánya SC Dara Eszter Pacsay Klaudia Királyhidi Panna Szepesi Nikolett | 8:36,52 | Dunaferr-DVSI Oláh Gerda Hornyák Judit Bordás Beatrix Miksovicz Zsuzsa | 8:46,04 |
| 4 × 100 m vegyes váltó | A Jövő SC Verrasztó Evelyn Bor Katalin Tompa Orsolya Mutina Ágnes        | 4:12,92 | Kőbánya SC Szepesi Nikolett Kovács Ágnes Dara Eszter Temesvári Veronika | 4:13,33 | Dunaferr-DVSI Oláh Gerda Nagy Vivien Bordás Beatrix Miskovicz Zsuzsa   | 4:27,77 |